# Till Oliver Rothfuß
Till Oliver Rothfuß (* 19. April 1963 in Neu-Ulm) ist ein deutscher Jurist, Richter am Bundesverwaltungsgericht und Vizepräsident des Unabhängigen Kontrollrates.

## Leben und Wirken
Rothfuß trat nach Abschluss seiner juristischen Ausbildung 1993 in den Justizdienst des Landes Baden-Württemberg ein und war zunächst dem Verwaltungsgericht Sigmaringen zugewiesen. Nach einer vorherigen Abordnung erfolgte 2002 die Versetzung an das Bundesministerium der Justiz unter Ernennung zum Regierungsdirektor. Nach einer etwa sechsjährigen Tätigkeit für den Deutschen Bundestag wurde Rothfuß 2009 zum Ministerialrat ernannt. 
Seit dem 2. August 2011 ist Rothfuß Richter am Bundesverwaltungsgericht. Dessen Präsidium wies ihm zunächst dem für Verfahren nach der Wehrbeschwerdeordnung und dem Soldatenbeteiligungsgesetz zuständigen 1. Wehrdienstsenat zu.
Das Parlamentarische Kontrollgremium wählte Rothfuß am 21. Mai 2021 zum Mitglied des gerichtsähnlichen Kontrollorgans des Unabhängigen Kontrollrates und zum Vizepräsidenten des Unabhängigen Kontrollrates, der ab dem 1. Januar 2022 als Nachfolger des Unabhängigen Gremiums der Kontrolle der Fernmeldeaufklärung des Bundesnachrichtendienstes dient.